# Armin Alesevic
Armin Alesevic (sinh ngày 6 tháng 3 năm 1994) là một cầu thủ bóng đá người Thụy Sĩ hiện tại thi đấu ở vị trí hậu vệ cho FC Zurich tại Giải bóng đá vô địch quốc gia Thụy Sĩ.

## Sự nghiệp câu lạc bộ
Sinh ra ở Glarus, Alesevic là nhân tổ trẻ của FC Zurich. Anh ra mắt tại Giải bóng đá vô địch quốc gia Thụy Sĩ vào ngày 18 tháng 5 năm 2013 against FC Luzern. Anh thi đấu hết trận với chiến thắng 4-1 trên sân nhà.

## Đời sống cá nhân
Alesevic là người gốc Bosnia.